# Чемпионат СССР по классической борьбе 1951
20-й Чемпионат СССР по классической борьбе 1951 года проходил в Одессе с 17 по 23 июня. В чемпионате выступили 148 борцов представлявших 12 республик, Москву и Ленинград из 16 спортивных организаций. Соревнования были характерны продолжающимся ростом молодой смены борцов. В число 24 призёров 11 человек были представителями молодого поколения. Из участвовавших в соревнованиях чемпионов и экс-чемпионов страны 11 не попали в тройку призёров, их вытеснила молодёжь.

## Медалисты
| Весовая категория | Золото                                    | Серебро                                      | Бронза                                                  |
| ----------------- | ----------------------------------------- | -------------------------------------------- | ------------------------------------------------------- |
| Наилегчайший вес  | Анатолий Бардыбахин «Динамо» (Москва)     | Бабкен Каламкарян «Спартак» (Ростов-на-Дону) | А. Ильиных Советская Армия (Барнаул)                    |
| Легчайший вес     | Артём Терян «Динамо» (Кировобад)          | Аркадий Ленц «Крылья Советов» (Москва)       | Владимир Сташкевич «Динамо» (Ростов-на-Дону)            |
| Полулёгкий вес    | Яков Пункин «Искра» (Запорожье)           | Леонид Белов «Искра» (Москва)                | Хельмут Пуур «Калев» (Таллин)                           |
| Лёгкий вес        | Леонид Егоров «Динамо» (Москва)           | Григорий Гамарник «Динамо» (Киев)            | Шазам Сафин Советская Армия (Москва)                    |
| Полусредний вес   | Семён Марушкин «Динамо» (Москва)          | Василий Анисимов «Строитель» (Москва)        | Вячеслав Кожарский Советская Армия (Московская область) |
| Средний вес       | Николай Белов «Динамо» (Москва)           | Григорий Ткаченко «Динамо» (Ростов-на-Дону)  | Гиви Картозия «Искра» (Тбилиси)                         |
| Полутяжёлый вес   | Аугуст Энглас Советская Армия (Ленинград) | Шалва Чихладзе «Динамо» (Москва)             | Григорий Малинко «Динамо» (Харьков)                     |
| Тяжёлый вес       | Йоханнес Коткас «Динамо» (Таллин)         | Александр Мазур Советская Армия (Москва)     | Х. Бригманис «Спартак» (Рига)                           |